# Birlenbach (Siegen)

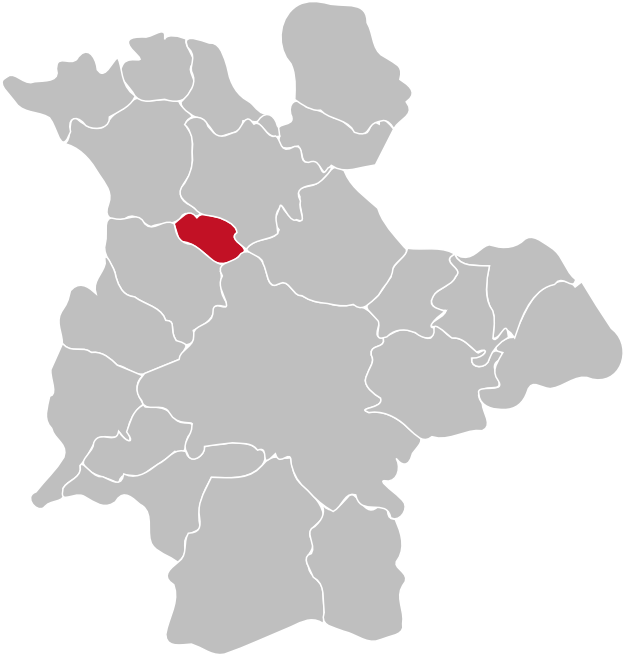
Os bairros da cidade de Siegen e a localização de Birlenbach (em vermelho)

Birlenbach é um bairro (Stadtteil) da cidade de Siegen, na Alemanha.  Birlenbach é também o nome do córrego (em alemão, Bach) no vale do qual o bairro se encontra e que, no bairro de Geisweid, deságua no Ferndorf, um afluente do rio Sieg.
O mais antigo documento a mencionar Birlenbach - então uma aldeia independente - data de 1461. Até 1° de julho de 1966, Birlenbach era um município independente que pertencia à associação de municípios (Amt) de Weidenau. Com a reforma territorial válida a partir desta data, a localidade foi incorporada à cidade de Hüttental, a qual, por sua vez, com a reforma territorial de 1° de janeiro de 1975, foi incorporada à cidade de Siegen.
O bairro encontra-se no distrito municipal (Stadtbezirk) I (Geisweid) da cidade de Siegen e faz fronteira com as seguintes localidades: a sul e sudeste, com o centro de Siegen; a oeste e sudoeste, com o bairro de Trupbach; noroeste, com o bairro de Langenholdinghausen; a norte e nordeste, com o bairro de Geisweid. Birlenbach contava, em 31 de dezembro de 2015, com uma população de 1 020 habitantes.